# Kline Kar

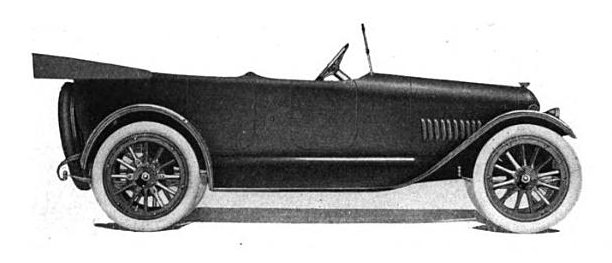
Kline Kar 6-38 Touring (1917)

Kline Kar Motor Corporation war ein US-amerikanischer Automobilhersteller. Er war von 1910 bis 1912 in York (Pennsylvania) und anschließend von 1912 bis 1924 in Richmond (Virginia) ansässig.

## Beschreibung
James A. Kline kam nach York, um an einem Automobil zu arbeiten, das anfangs York genannt und später als Pullman bekannt wurde. Nachdem er diese Firma verlassen hatte, tat er sich mit einem früheren Kollegen, Samuel E. Baily, und mit Joseph C. Carrell zusammen und gründete die B.C.K. Motor Company. Die neue Firma stellte das Kline Kar ab 1910 in einem Gebäude her, das Baily gehörte und er für seinen Stellmacherbetrieb nutzte. Bald nach ihrem Erscheinen wurde das Kline Kar mit Sechszylindermotor in Rennen eingesetzt. Es gab zwei Rallyefahrzeuge, die nach ihrem Chefkonstrukteur und seinem Sohn „Jimmy“ und „Jimmy jr.“ genannt wurden. Diese Rennwagen brachten der Firma USA-weite Beachtung ein. Letzterer erhielt 1914 einen Duesenberg-Motor mit 4 Zylindern, 16 Ventilen und 4918 cm³. Damit errang er bis 1919 19 Siege auf Rundkursen.
Auch eine Gruppe von Geschäftsleuten in Richmond (Virginia) zeigte sich interessiert. Sie stellten fest, wie gut sich das Kline Kar in Virginia verkaufte, kauften die Firma auf und verlegten sie nach Richmond. Sie benannten sie in Kline Motor Car Corporation um und bauten eine neue Fabrik, in der die Autos hergestellt wurden. Ab November 1912 wurde das Kline Kar komplett in Richmond hergestellt, mit Ausnahme des Motors, der von der Kirkham Machine Company in Bath (New York) kam. Diese Auslagerung der Motorenfertigung ermöglichten der neuen Firma eine baldige Serienproduktion.
Der Kline war ein preiswertes Auto und wurde als Qualitätsprodukt angepriesen. Das Modell 6-50, ein Runabout, der US$ 2585,– kostete, wurde als „eines der besten Roadster, der für viele Jahre (...) für einen Arzt oder jungen Mann mit Sinn für Geschwindigkeit herauskam“ beworben. Der Wagen war auch bei Regierungsbeamten in Washington, D.C. und bei Leuten beliebt, die mit Pferdesport zu tun hatten, wie Jockeys und Pferdetrainer. 1915 wurde über die Firma das Konkursverfahren eröffnet, aber sie überlebte und stellte zwei Jahre später schon wieder fast 500 Autos pro Jahr her. Die Firma stand nun wirtschaftlich auf sichereren Füßen, aber eine weitere Krise schwächte sie erneut. Der Kline wurde nun zu einem fertig montierten Automobil, was James A. Kline nicht gefiel. Ab 1919 hatten alle Kline einen Radstand von 3073 mm. Ab 1920 wurde ein Continental-Motor mit 3672 cm³ Hubraum angeboten. 1923 stieg der Hubraum auf 3959 cm³. Die Verkaufspreise betrugen in dieser Zeit zwischen US$ 1865,– und US$ 2790,–. Die Firma schloss Anfang 1924 ihre Tore, nachdem James Kline über sein geliebtes Kline Kar gesagt hatte: „Ich würde lieber meine Kinder tot sehen als der Billigmacherei und schlechter Handwerkskunst ausgesetzt.“

## Modelle
| Modell | Bauzeitraum | Zylinder | Leistung                 | Radstand     |
| ------ | ----------- | -------- | ------------------------ | ------------ |
| 4-24   | 1910–1911   | 4 Reihe  | 24 bhp (17,6 kW)         | 2794 mm      |
| 6-40   | 1910        | 6 Reihe  | 40 bhp (29 kW)           | 3124 mm      |
| 4-30   | 1911–1914   | 4 Reihe  | 30–33 bhp (22–24 kW)     | 2844–2921 mm |
| 4-40   | 1911–1914   | 4 Reihe  | 40 bhp (29 kW)           | 2972–3048 mm |
| 6-50   | 1911–1914   | 6 Reihe  | 41–50 bhp (30–37 kW)     | 3150–3251 mm |
| 6-60   | 1912–1914   | 6 Reihe  | 44–60 bhp (32–44 kW)     | 3302–3353 mm |
| 6-42   | 1915        | 6 Reihe  | 41 bhp (30 kW)           | 3124 mm      |
| 6-42A  | 1915        | 6 Reihe  | 44 bhp (32 kW)           | 3226 mm      |
| 6-36   | 1916        | 6 Reihe  | 44 bhp (32 kW)           | 3048 mm      |
| 6-38   | 1917–1918   | 6 Reihe  | 35 bhp (26 kW)           | 3048 mm      |
| H 6-42 | 1919        | 6 Reihe  | 35 bhp (26 kW)           | 3073 mm      |
| 6-55-J | 1920        | 6 Reihe  | 55 bhp (17,6 kW)         | 3073 mm      |
| 6-55-K | 1921–1922   | 6 Reihe  | 55 bhp (40 kW)           | 3073 mm      |
| 6-60-L | 1923–1924   | 6 Reihe  | 55,5–60 bhp (40,8–44 kW) | 3073 mm      |